# Пољска национална католичка црква
Пољска национална католичка црква је хришћанска црква са седиштем у Сједињеним Државама, коју су основали Американци пољског порекла. Црква није у заједници са Римокатоличком црквом због теолошке разлике у неколико аспеката. 
Сестринска црква у Пољској, Пољско-католичка црква Републике Пољске, чланица је старокатоличке Утрехтске уније и такође није у заједници са Светом столицом; истовремено, Пољска национална католичка црква није у заједници са Утрехтском унијом, већ са Унијом из Скрантона. Пољска национална католичка црква прима људе свих етничких, расних и социјалних група. 
Црква има око 26.000 чланова у пет дијацеза у Сједињеним Државама и Канади. Пет бискупија су: Бафало-Питсбург, Централна, Источна, Западна и Канадска.